# Pericallia reducta
Pericallia reducta là một loài bướm đêm thuộc phân họ Arctiinae, họ Erebidae.